# Fabrice Ondama
Fabrice Ondama (Brazzaville, República del Congo, 27 de febrero de 1988) es un exfutbolista de República del Congo que jugaba en la posición de extremo.

## Carrera

### Club
| Periodo   | Club                  |
| --------- | --------------------- |
| 2005      | TP Mystère            |
| 2006      | CS La Mancha          |
| 2007      | Etoile du Congo       |
| 2007–2009 | Rennes B              |
| 2008–2009 | → US Créteil (cedido) |
| 2009–2010 | Diables Noirs         |
| 2010–2012 | Wydad Casablanca      |
| 2011–2012 | Ittihad FC (cedido)   |
| 2012–2017 | Wydad Casablanca      |
| 2017-2018 | Club Africain         |
| 2018-2019 | Raja Beni Mellal      |
| 2019-2020 | Youssoufia Berrechid  |

### Selección nacional
A nivel de selecciones menores participó en la Copa Mundial de Fútbol Sub-20 de 2007 y fue elegido como el mejor futbolista del Campeonato Juvenil Africano de 2007 donde Congo salió campeón.
Con Congo jugó en 37 ocasiones de 2006 a 2017 y anotó cinco goles; y participó en la Copa Africana de Naciones 2015 donde anotó un gol en la victoria por 2-1 ante Burkina Faso.
| N.º | Fecha      | Sede                                                            | Rival        | Marcador | Resultado | Torneo                                                  |
| --- | ---------- | --------------------------------------------------------------- | ------------ | -------- | --------- | ------------------------------------------------------- |
| 1   | 6-10-2006  | Stade Alphonse Massemba-Débat, Brazzaville, República del Congo | Chad         | 3–0      | 3–1       | Clasificación para la Copa Africana de Naciones de 2008 |
| 2   | 29-2-2012  | Stade Municipal, Pointe-Noire, República del Congo              | Uganda       | 1–0      | 3–1       | Clasificación para la Copa Africana de Naciones de 2013 |
| 3   | 7-9-2013   | Stade Général-Seyni-Kountché, Niamey, Níger                     | Níger        | 2–2      | 2–2       | Clasificación para la Copa Mundial de Fútbol de 2014    |
| 4   | 25-1-2015  | Estadio de Bata, Bata, Guinea Ecuatorial                        | Burkina Faso | 2–1      | 2–1       | Copa Africana de Naciones 2015                          |
| 5   | 14-11-2015 | Addis Ababa Stadium, Addis Ababa, Etiopía                       | Etiopía      | 2–1      | 4–3       | Clasificación para la Copa Mundial de Fútbol de 2018    |

## Logros

### Club
- Botola: 2014–15, 2016–17

### Selección nacional
- Campeonato Juvenil Africano: 2007

### Individual
- Mejor jugador del Campeonato Juvenil Africano de 2007.